# Peter Delorge
Peter Delorge (Sint-Truiden, 19 de abril de 1980) é um ex-futebolista belga que atuava como volante e meia. Atualmente é treinador do Sint-Truidense, clube que comanda desde 2014.
Atuou praticamente toda sua carreira pelo Sint-Truiden, clube em que atuou por 15 anos e em mais 300 partidas, sendo considerado uma das lendas.

## Carreira
Peter Delorge atuou toda sua carreira na Bélgica pelo Sint-Truiden, clube que iniciou nas categorias de base. Estreou na temporada 1999–00, onde não deixaria o clube mais. Passou por momentos importantes da história clube como a chegada à final da Copa da Bélgica (perdida para o R.A.A. Louviéroise por 3–1) e ascensão para a Jupiler Pro League em 2009, onde foi capitão do time na conqusita. Fez mais de 300 partidas e tornou-se ídolo do clube, tendo aposentado-se em 2013 do futebol profissional.
Após se aposentar do futebol profissional e ao mesmo tempo que era gerente do Truinden, no mesmo ano foi contratado pelo Zepperen, um time amador da Bélgica, onde permaneceu até junho de 2015 e oficialmente deixou sua carreira como atleta.

## Seleção Belga
Disputou mais de 50 partidas nas categorias de base do Bélgica, tendo integrado o time que disputou a Eurocopa Sub-21 de 2002.

## Carreira
Seu irmão mais velho e falecido Kristof Delorge também foi um futebolista, além de que seus dois filhos, Mathias e Lucas Delorge-Knieper também seguiram seus passos e tornaram-se atletas profissionais.

## Títulos

### Sint-Truiden
- Segunda Divisão Belga: 2008–09